# Demòcrates Valencians
Demòcrates Valencians (Demócratas Valencianos en castellano) es un partido político valenciano constituido el 18 de septiembre de 2013 en Valencia. A pesar de que no se ha presentado todavía formalmente a ninguna elección, a raíz de pactos con fuerzas locales independientes, cuenta con 1 alcaldía y 7 concejales desde 2015. Según sus Estatutos, se define como una formación centrista y valencianista. Albert Sarrió es secretario general de la formación desde diciembre de 2018.

## Historia
Demòcrates Valencians tiene su origen en la Proposta per un Centre Democràtic Valencià, un llamamiento político organizado por un grupo de personas de tradición valencianista, el 15 de febrero de 2013, en el hotel Vincci Lys de la ciudad de Valencia. El objetivo era iniciar un proceso que creara "una nueva formación política valencianista moderada, de centro, central y de amplio espectro" que pudiera competir contra el Partido Popular.
Durante los meses siguientes a la presentación, se iniciaron contactos para vincular a varias personas a la Gestora que tendría que constituir el partido nuevo. Finalmente, el partido se registraría en septiembre de aquel año con Ferran Gonzàlez como secretario general. A partir de aquel momento, se sucedieron reuniones de los equipos de implantación para llegar a coaliciones con diferentes partidos locales en Alcira, Algemesí, Tavernes de Valldigna o Jijona con el fin de sumar fuerzas para las elecciones locales y autonómicas de 2015. Con todo, finalmente el partido decidió no presentarse, quedando inactivo.
A finales de octubre de 2016, publicó un decálogo donde manifestaba que "se ha hecho más urgente que nunca articular nuestra alternativa", momento en que el partido se reactivó. Desde entonces, han conseguido que un diputado no adscrito a las Cortes Valencianas, el ex de Ciutadans David de Miguel registre preguntas de la formación en la cámara. En 2018, anunciaron que las jugadoras de ajedrez Anna y Mariya Muzychuk jugarían en Valencia gracias a su patrocinio.
El 7 de mayo de 2019, Demòcrates Valencians anunció que se presentaría a las elecciones europeas del 26 de mayo dentro de la Coalición por una Europa Solidaria, cuyo representante valenciano sería Lluís Bertomeu, seguido de José Otero, Josep Ignasi Gelabert y Eva Cueco. Dicha coalición estaría compuesta por el Partido Nacionalista Vasco (PNV), Coalición Canaria (CC), Compromiso por Galicia (CG), Geroa Bai (GBai), Proposta per les Illes (PI) y Demòcrates Valencians (DV).